# Stanhope Brothers
Stanhope Brothers Ltd., zuvor Stanhope Motors (Leeds) Ltd., war ein britischer Hersteller von Automobilen.

## Unternehmensgeschichte
Herbert Stanhope senior war Juwelier in Leeds. 1915 fertigten seine Söhne Harry, Ted und Herbert junior einen Pkw-Prototyp. 1919 gründeten sie das Unternehmen Stanhope Motors (Leeds) Ltd. und begannen mit der Produktion von Automobilen. Der Markenname lautete Stanhope. 1922 endete die Produktion, als sich der Geldgeber Rowland Winn zurückzog. Walter Bramham übernahm die Fahrzeugproduktion und setzte sie mit Bramham Motors unter dem Markennamen Bramham fort. Als Bramham 1924 aufgab, gründeten die Brüder das neue Unternehmen Stanhope Brothers Ltd. und setzten die Produktion fort. Der Markenname lautete erneut Stanhope. 1925 endete die Produktion.

## Fahrzeuge
Das Unternehmen stellte Kleinwagen her. Besonderheit der Dreiräder war, dass das einzelne Vorderrad angetrieben wurde. Der Prototyp hatte einen V2-Motor von J.A.P. mit 8 PS Leistung und Kraftübertragung mittels Riemen.
Ab 1924 entstanden verschiedene Prototypen, manche mit drei Rädern, manche mit vier. Einbaumotoren mit zwei und mit vier Zylindern von Blackburne, Singer und Triumph trieben die Fahrzeuge an. Zur Wahl standen Kettenantrieb und Kardanantrieb.